# گربه‌ماهی‌های دم‌نواری
گربه‌ماهی‌های دم‌نواری (نام علمی: Eridacnis) نام یک سرده از تیره گربه‌ماهی‌های پشت‌باله است.